# Pimpinella aurea
Pimpinella aurea là một loài thực vật có hoa trong họ Hoa tán. Loài này được DC. miêu tả khoa học đầu tiên.